# بطولة الكويت لمحترفي الإسكواش 2008
بطولة الكويت المفتوحة للاسكواش موسم 2008 هي نسخة عام 2008 من بطولة الكويت لمحترفي الإسكواش، والتي أقيمت بمدينة الكويت في الفترة من 21- 27 أبريل 2008. يضمّ الجدول 32 لاعبًا، بما في ذلك ثمانية مقاعد للاعبين المتأهلين. يتم تصنيف أفضل ستة عشر لاعبًا.
في ذلك الموسم، فاز اللاعب عمرو شبانة على اللاعب رامي عاشور.

## اللاعبين المصنفين
1. مصر عمرو شبانة[1] (بطولة)
2. مصر رامي عاشور[2][3] (نهائي)
3. فرنسا غريغوري غوتييه[4] (نصف نهائي)
4. إنجلترا جيمس ويلستروب[5] (ربع نهائي)
5. أستراليا ديفيد بالمر[6]
6. فرنسا تهيري لنكو[7] (نصف نهائي)
7. مصر كريم درويش[8] (ربع نهائي)
8. مصر وائل الهندي[9]
9. إنجلترا بيتر باركر[10]
10. إنجلترا لي بيتشل[11] (ربع نهائي)
11. مصر محمد عباس (لاعب إسكواش)[12]
12. إنجلترا أدريان غرانت[13]
13. فنلندا أولي تومينن[14]
14. ماليزيا اونغ بينغ هي[15][16](ربع نهائي)
15. ماليزيا محمد أزلان إسكندر[17]
16. هولندا لورانس يان أنجما[18]

## روابط خارجية
- صفحة موقع الاسكواش
- بطولة الكويت المفتوحة للاسكواش (رجال) 2008